# Macrobunus caffer
Macrobunus caffer là một loài nhện trong họ Amaurobiidae.
Loài này thuộc chi Macrobunus. Macrobunus caffer được Eugène Simon miêu tả năm 1898.